# Castello di Oramala
Il castello di Oramala è un fortilizio situato nel comune di Val di Nizza in provincia di Pavia. È posto su uno sperone roccioso a 758 m s.l.m. affacciato sulla valle Staffora.

## Storia
Il primo documento noto è relativo al passaggio di proprietà da Gerardo Diacono del fu Genesio, nel 1029, a Ugo da Milano, della dinastia obertenga, da cui nasceranno le dinastie d'Este e Malaspina. Dopo un passaggio, nel 1157, nelle mani dei marchesi D'Este e nel 1161 del vescovo di Tortona, nel 1164, grazie all'imperatore Federico Barbarossa, passa al ramo Malaspina con Obizzo I.
Verso la fine del XII secolo, con le fortune dei Malaspina, vede il momento di maggior splendore, diviene centro di diffusione culturale ospitando trovatori provenzali.

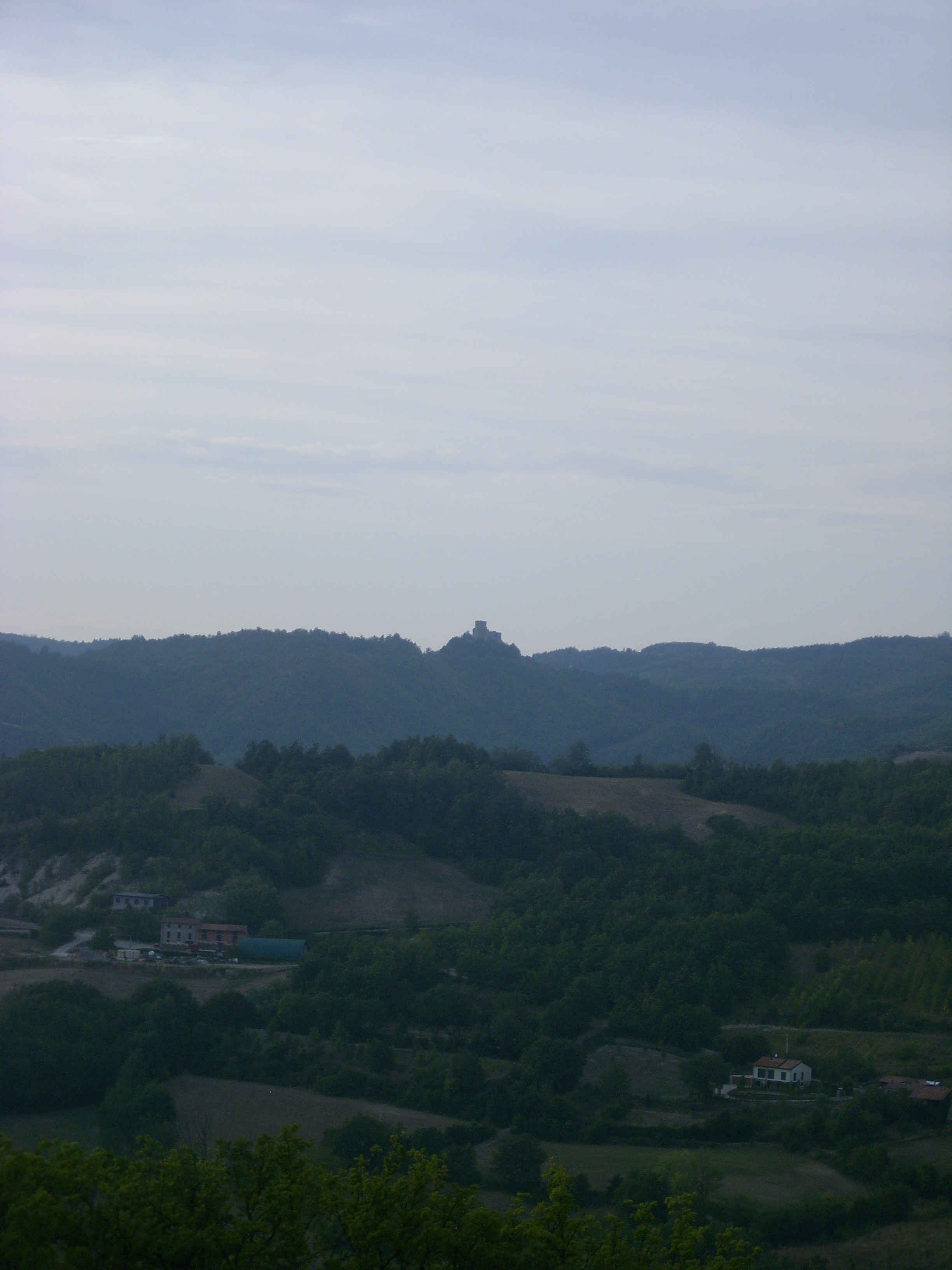
Skyline con castello di Oramala

Nel 1474 la rocca viene fortificata da Manfredi Malaspina, per adeguarla alle nuove esigenze difensive dovute all'entrata in uso dell'artiglieria. Fuori dai flussi della storia il fortilizio rimane alla famiglia Malaspina sino alla fine del XVIII secolo, quando i marchesi di Oramala, trasferendosi a valle, ne decretano il declino; abbandonato, cominciò ad andare in rovina.
Nel 1985 i fratelli Panigazzi acquistano il castello e iniziano la ristrutturazione e il ripristino delle parti crollate.
Nel 2005 viene aperto al pubblico il Museo dell'arte contadina e degli attrezzi del ferro.
Dal 2008 al 2018 il castello è stato sede dell'Associazione di Promozione Sociale Spinofiorito ed è circondato dal Parco Letterario “Dante e i Trovatori nelle terre dei Malaspina”.
Dopo tre anni di chiusura, nel gennaio 2021 la famiglia Panigazzi ha messo in vendita la struttura.

## Struttura
La struttura del castello è molto cambiata nel tempo: all'inizio piccola fortificazione, prende l'aspetto attuale con gli interventi del 1474. Il torrione semicircolare, i muri di 2,4 m. di spessore vengono edificati per poter resistere ai colpi di artiglieria.
Ai suoi piedi giace un piccolo borgo che ha fatto parte del circuito de i borghi più belli d'Italia.